# Унія Свободи
Унія Свободи (Unia Wolności — UW) — польська політична партія, створена 23 квітня 1994 року в результаті об'єднання Демократичної унії (Unia Demokratyczna — UD) і Ліберально-демократичного конгресу (Kongres Liberalno-Demokratyczny — KLD). У травні 2005 року перетворена в Демократичну партію (Partia Demokratyczna — demokraci.pl).
Після виборів 1993 року Демократична унія залишилася головною опозиційною партією, а її партнер по коаліції в попереднім уряді Ханни Сухоцької Ліберально-демократичний конгрес не подолав 5 % бар'єру. Обидві ці партії об'єдналися, створивши Унію Свободи.
Першим головою був обраний Тадеуш Мазовецький, його заступником Дональд Туск.